# Liste der Monuments historiques in Tizac-de-Curton
Die Liste der Monuments historiques in Tizac-de-Curton führt die Monuments historiques in der französischen Gemeinde Tizac-de-Curton auf.

## Liste der Bauwerke
| Bezeichnung       | Beschreibung              | Standort | Kennzeichnung | Schutzstatus | Datum | Bild |
| ----------------- | ------------------------- | -------- | ------------- | ------------ | ----- | ---- |
| Kirche Notre-Dame | Erbaut im 13. Jahrhundert | (Lage)   | PA00083853    | Inscrit      | 1925  |      |

## Liste der Objekte
| Bezeichnung | Beschreibung          | Standort                        | Kennzeichnung | Schutzstatus | Datum | Bild |
| ----------- | --------------------- | ------------------------------- | ------------- | ------------ | ----- | ---- |
| Glocke      | Bronze, 1826 gegossen | in der Kirche Notre-Dame (Lage) | PM33001765    | Inscrit      | 1991  |      |